# فلاديمير فريدمان
فلاديمير فريدمان (بالروسية: Владимир Фридман)‏ (و. 1959 – م) هو ممثل من إسرائيل . ولد في كورسك .

## جوائز
حصل على جوائز منها:
- جائزة لينين كومسومول [الإنجليزية]‏.

## روابط خارجية
- فلاديمير فريدمان على موقع IMDb (الإنجليزية)